# Elektromos gitár
Az elektromos gitár egy kordofon, azaz húros, pengetős hangszer. Ezen belül egy gitártípus, ahol a pengetett hang megszólaltatása egy elektromos eszköz (hangszedő) segítségével történik, szemben az akusztikus gitárokkal, ahol a hangot maga a gitár rezgőteste hozza létre.
Az elektromos gitár feltalálása, azaz már az 1950-es évek eleje óta szinte minden könnyűzenei együttes elengedhetetlen hangszere. Elterjedése nagyban hozzájárult a rockkultúra kialakulásához, így napjainkra az egyik legnépszerűbb hangszerré vált.
Megjelenését követően indult el az a mozgalom, aminek köszönhetően a zenekritikusok egyre komolyabban vették a „könnyű” zenét és felfigyeltek rá, hogy a klasszikus zene korszaka után is létrehozhatóak maradandó értékű zeneművek. Mára az elektromos gitár betört szinte minden műfajba – átlépve a rock határain, megjelenik a popzenétől egész a dzsesszig szinte mindenütt.

## Fejlődése
Az elektromos gitár története 1925-ben kezdődött, amikor George Beauchamp, az amerikai National String Instrument Corporation cég egyik alapítója elkezdett olyan módszereken kísérletezni, amivel a húrok rezgése elektromágneses eszközökkel elektromos jellé alakítható. A módszerre azért volt szükség, mert a kor big band és szving zenekaraiban játszó gitárosok akusztikus hangszereikkel túl halkak voltak, és szólamaikat elnyomta a többi hangszer.
Az első elektromágneses hangszedő 1931-ben látott napvilágot. Beauchamp egy hawaii gitár testére erősítette, majd az így elkészült prototípust megmutatta Adolph Rickenbackernek, aki fém hangszertestek készítésével foglalkozott. Rickenbacker és Beauchamp egy évvel később megalapította a Rickenbacker céget, mely a mai napig foglalkozik elektromos hangszerek készítésével.
Nem ők voltak azonban az egyetlen hangszerkészítő mérnökök, akiket az elektromágneses technológián alapuló hangerősítés foglalkoztatott. Lloyd Loar, a híres Gibson F-5 mandolin megalkotója a Gibson cég hangmérnökeként már az 1920-as évek elejétől fogva kísérletezett a cég gitárjainak elektronikus úton történő hangosításával. 1933-ban a Gibson leányvállalataként új céget hozott létre elektromosan hangosított „spanyol gitárok” gyártására, azonban vállalkozása – feltehetőleg az akkoriban még túl kicsi piac miatt – egy éven belül tönkrement.
A Gibsonnál kifejlesztett hangszedőt Alvino Rey gitáros segítségével sikerrel alkalmazták a Gibson üreges testű gitárjain. Az így létrehozott Gibson ES-150 tekinthető az első modern elektromos gitárnak. A hangszer azonnal sikert aratott – akkori gitárosok szerint ez volt az első olyan gitár, amivel lehetőség volt szólójátékra a többi hangszer kíséretével is. Az új játékstílus úttörője Charlie Christian volt, akinek tiszteletére a Gibson ES-150 a mai napig „Charlie Christian Model”-ként ismert.
Az ES-150 sikerei ellenére számos hibával küszködött, például az üreges test miatt hajlamos volt az öngerjedésre, és sok nemkívánatos felhangot is produkált. Az amerikai jazzgitáros Les Paul felismerte, hogy a tömör gitártest kiküszöbölné ezeket a gondokat. Előállt egy prototípussal, melyet kedvesen csak „Farönk” (The Log) néven emlegetett primitív kialakítása miatt: Lényegében egy fenyődeszkára erősített hangszedőről volt szó, melyet egy üreges gitártestbe integrált. A Gibson visszautasította az ötletet, mivel az ES-150 és a hasonló modellek elég népszerűnek számítottak, és a cég kockázatosnak ítélte meg az új modell bevezetését. Leo Fender rádiómérnök, aki üzletében Los Angeles mellett, lemezjátszók, rádiók és erősítők javításával foglalkozott. Az erősítők javítása mellett a zenészek rábízták gitárjuk javítását is. Leo Fendert bosszantotta a gitárok komplikált felépítése és nehéz karbantarthatósága, és sok kísérletezés után elkészítette saját „tölgyfa-verzióját”. A hangszer több éves fejlesztgetés után 1950-ben Esquire néven került forgalomba. Később Fender felismerte, hogy két hangszedő alkalmazásával a gitár hangzása sokkal jobban variálható, így 1950 végén megkezdték a kéthangszedős változat gyártását eredetileg Broadcaster néven. Miután kiderült, hogy a Gretsch cégnek már van egy Broadcaster fantázianevű dobfelszerelése, a nevet 1951-ben Telecasterre változtatta. Az akkoriban forradalminak számító gitár lett minden idők első sorozatban gyártott ilyen hangszere. A Gibson cég felismerte a tömör fából készíthető gitárokban rejlő lehetőségeket, és Lester Polfuss (Les Paul) tervei alapján 1952-ben elkészítette az exkluzív, mahagóni / jávor testű, ragasztott mahagóni nyakú aranyozott ún. Les Paul Gold Top modellt.
A Fender Stratocaster modell 1954-ben látta meg a napvilágot egy teljesen újszerű, a késpenge elv alapján működő vibratorendszerrel és három hangszedővel. Leo Fender a lakkozáshoz autólakkokat használt, az úgynevezett sunburst felület csak később jelent meg.
Az utolsó jelentős változást az elektromos gitárok területén 1963-ban a Gibson Firebird megjelenése jelentette. A Firebirdnél alkalmazták először a testen átmenő nyakat, ahol a test lényegében a nyakszegmensre ragasztott két oldallapból lett kialakítva.
Napjainkig az elektromos gitár számottevő változáson ment keresztül, de ezek a változások nem igazán forradalmiak, hiszen már meglévő konstrukciós jegyek felhasználásával készülnek. Igazán új anyagok, eljárások az elektromos gitárok készítésénél nem tapasztalhatók, a kulturális tehetetlenség következtében a régi konstrukciók töretlen népszerűségnek örvendenek. A gitárok faanyagának lassú száradása javítja azok minőségét, ami felértékeli a megmaradt régi hangszereket. Hozzá kell tenni, hogy ha a hangszer csak egy szekrényben áll, attól még nem lesz jobb a hangzása. Mint az akusztikus hangszereknél, az elektromos gitár hangzásában is szerepet játszik a hangszer készítésekor használt fa minősége. Nem véletlen, hogy ha a gitártest pl. egy darab mahagónifából készül pl. jávorfa fedőlappal, akkor a megfelelő hangszedők alkalmazásával egy igen jó minőségű hangszert kapunk, melynek hangminősége az évek folyamán egyre javul! A változások érintették a gitártest formáját, anyagát (például szénszálas műanyag) és más szerkezeti elemeket, például fej nélküli konstrukciók, de ezek a szerkezetek nem igazán terjedtek el (a gitárosok többsége konzervatív ilyen szempontból), csak relatív hangmagasságot megtartó tremoló (vibrato vagy nyújtó) terjedt el némiképp (Steinberger TransTrem), de ez is a késpenge elv alapján működik, mint a vintage tremoló. Az elektronika területén is számos újdonság jelent meg (aktív elektronika, húrgerjesztő hangszedő (Fernandes Sustainer, Moog gitárok), MIDI gitár). Napjainkban egyre népszerűbbek a hosszabb menzúrájú ún. bariton gitárok és a 7 húros modellek is.

## Gitárhősök kora

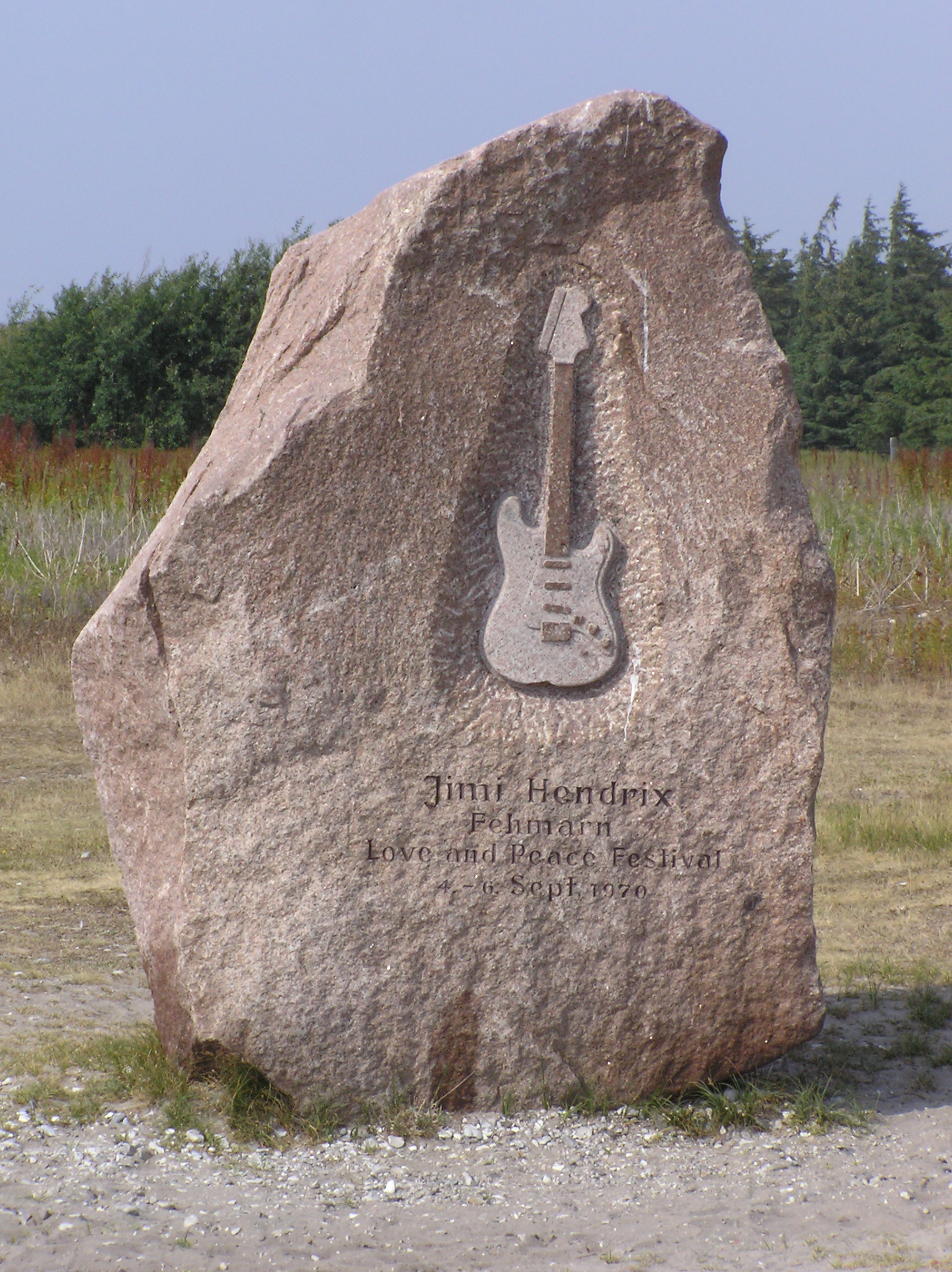
Jimi Hendrixnek emléket állító szikla Németországban

Az 1960-as évek végén, 1970-es évek elején már népszerű hangszernek számítottak az elektromos gitárok, és a rockzene elengedhetetlen kellékévé – sőt szimbólumává váltak. A korábban alapvetően énekesközpontú ifjúság szemében új sztártípus született: a gitárhős.
Egy korabeli zenekritikus az alábbiakat írta:
„Hallgassák meg ezt a muzsikust! És jól hallgassák meg! Hamarosan úgy felforgatja a zenei életet, mint egy tornádó. A neve: Jimi Hendrix. Foglalkozása: Gitáros, énekes, zeneszerző, showman, dervis. Abszolút eredeti.”
| „             | Legyünk tárgyilagosak ebben a kérdésben! A gitár a földkerekség legistenkáromlóbb eszköze lehet. Ezért vagyok úgy oda érte… A túl hangos elektromos gitár, ami szinte már taszító, hát ezt nevezem én jó bulinak. | ” |
| – Frank Zappa | |   |

Nem Hendrix volt az első, de kétségkívül ő a legnagyobb jelentőségű gitárhős, aki nagyban hozzájárult a hangszer és egyáltalán a rock népszerűsítéséhez. A gitárhősök megjelenésével egyúttal egyre népszerűbbé váltak a koncertek és zenei fesztiválok – például a hatalmas jelentőségű Woodstocki fesztivál.

## Üregestestű hangszerek

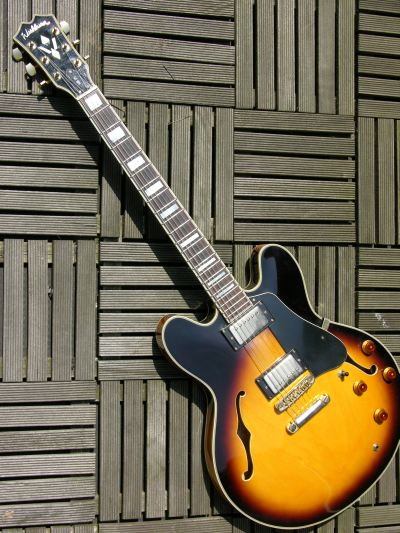
Washburn HB35

Bár a klasszikus értelemben vett elektromos gitár tömör hangszertesttel rendelkezik, léteznek ettől eltérő, üreges testű megoldások is, ezeket bizonyos források dzsesszgitárokként is emlegetik. Míg a tömörtestű gitároknál szinte csak a hangszedő, és a gitárra kötött erősítő típusa játszik szerepet a hangképzésben, addig az üreges testű gitároknál maga a hangszertest is részt vesz a hangszín kialakításában. Újabb kutatások szerint a tömör testű gitároknál a testet alkotó fa is jelentősen befolyásolja a gitár hangzását.
Az első ilyen gitárok még mikrofonos hangszedőket használtak, és a rezgőtestbe integrált alkatrészek sokkal érzékenyebbek voltak a külső zajra, mint a tömörtestű modellek megoldásai, ezért a mikrofonokat később hagyományos hangszedőkre cserélték. Az üreges testű elektromos gitárok nagyobb testtel rendelkeznek, és testformájuk jobban hasonlít egy akusztikus gitáréra. Külső ismertetőjegyük ezen felül az általában domború fedlap, melyen f alakú bevágás található.
Újabban készülhetnek üreges testű gitárok úgy is, hogy a tömör gitártestbe ú.n. hangkamrákat maratnak, majd egy fedőlapot tesznek rá. Lehet ez esetben "f" lyukas megoldás, de nem feltétlenül szükséges
Az első elektromos üregestestű gitárokat a Gibson cég készítette. Ma is jelentősek a cég ES sorozatába tartozó modellek, de a hangszedő elterjedésével sorra jelentek meg más cégek is a hasonló modellekkel. Ma már szinte minden neves gitárkészítő cégnek vannak forgalomban dzsesszgitártípusai. Az üreges test kivételével ezek a hangszerek felépítésüket tekintve megegyeznek a hagyományos értelemben vett elektromos gitárokéval, egyes modellek még tremolóval is rendelkeznek.

## Felépítése

### Az elektromos gitár részei
|  | 1. Fej 2. Felső nyereg 3. Hangolókulcsok 4. Érintők (bundok) 5. Húrvezetők 6. Berakások 7. Nyak és fogólap 8. Nyakrögzítés 9. Test 10. Hangszedők 11. Szabályzók 12. Húrláb (híd) és húrtartó 13. Koptatólap |

#### Fej
|  |  |

A gitár feje a felső nyereg utáni rész, ahol a húrok felcsavarodnak a hangolókulcsokra. Több fejforma is létezik – lehet szimmetrikus, vagy aszimmetrikus – ezen általában a hangolókulcsok elrendezését értjük. A leggyakoribb elrendezések a 3+3-as, amikor oldalanként 3-3 hangolókulcs található (például Gibson Les Paul), vagy a 6+0, ahol minden kulcs egy oldalra kerül (például Fender Telecaster, Fender Stratocaster modellek). A fej a nyak síkjához képest lehet egyenes, vagy döntött. Egyenes fej esetében általában szükség van húrvezető alkalmazására, hogy a húrok egyenletes nyomást fejtsenek ki a felső nyeregre. A húrvezetők szükségtelenné válhatnak a különböző hosszúságú ún. staggered hangolókulcsok alkalmazásával. Másik előnye a húrtartók megszűnésének, hogy a tremolóhasználat során a hangstabilitás jelentősen megnő. A fej megdöntésével ez a probléma kiküszöbölhető, ezen kívül könnyebbé válik a nyakmerevítő pálcán történő állítás is, abban az esetben, ha az állító csavar a nyak tetején található.A nyakmerevítő pálca beállításához a következő szabály alkalmazható: a behangolt gitáron az E6-os húrt az első és a tizenötödik érintőnél lefogjuk. Az ötödik – hetedik érintőnél a húr és a bund között nem lehet a távolság több mint 1 mm! Ha a távolság nagyobb,, akkor a merevítő pálcán egy negyedfordulatot állítunk (feszítünk), míg ha a húrok túl közel vannak, akkor a pálcán lazítunk. 24 óra elteltével megvizsgáljuk az eredményt, és annak megfelelően járunk el a továbbiakban. A fejnél történő állítás egyszerű. míg a test felőli pálcaállítás esetében (legrosszabb esetben) le kell venni a nyakat.

#### Felső nyereg
A felső nyereg a gitárnyak és a fej találkozásánál található. Elhelyezése – a húrlábbal egyetemben – a gitár skálahosszúságát (menzúra) határozza meg. Feladata, hogy stabilan egyenlő távolságra tartsa egymástól a húrokat, illetve hatással van a húrok és a fogólap távolságára is.
A nyereg anyaga sokféle lehet, és hangzás szempontjából főleg az üres húrok tónusára van hatással. A tartósság és merevség érdekében általában valamilyen kemény anyagból készülnek. Egy időben népszerű volt a csont, mely bár inkonzisztens (a húrok, vagy az egyes hangok másképp szólalhatnak meg rajta), mégis különleges rezonanciával gazdagítják a hangszer megszólalását. Fényes hangja miatt, sokat használatos anyag volt még a réz, de túlságosan igénybevette a húrokat, és idővel hajlamos volt elgörbülni. Napjainkban főleg grafitot, vagy valamilyen szintetikus anyagot használnak, melyek csökkentik a nyereg és a húrok közötti súrlódást, mégis erősek. Vannak speciális mechanikai megoldások is, például csapágyas, vagy görgős nyergek.
Léteznek úgynevezett kompenzált nyergek (Buzz Feiten System, Earvana), melyek lehetővé teszik az alapakkordok tiszta intonációját is. Pl ha a G Dúr tisztán szól, akkor az E Dúr vagy a C Dúr hamis! Ennek a kiküszöbölésére használatosak az f.n. kompenzált nyergek.
Érintő nélküli gitárokon, basszusgitárokon a nyereg anyaga általában megegyezik a fogólap anyagával a hangzásbeli különbségek elkerülése végett, míg az érintős basszusgitárok esetében ún. nullbundot alkalmazhatnak, ebben az esetben a nyeregnek csak a húrok egymás közti távolságának megtartásában van szerepe.
A nyergek közé sorolhatjuk a satus nyergeket, melyekbe a húrokat egy mechanizmus segítségével beszorítjuk, így az intenzív vibrato / tremolo használat során a gitár nem hangolódik el. Hátránya: a hangolás csak szerszámmal lehetséges, bár egyes alkatrészgyártók már olyan csavarokat hoznak forgalomba, melyek meghúzásához csak egy pénzdarabra van szükség!

#### Hangolókulcsok

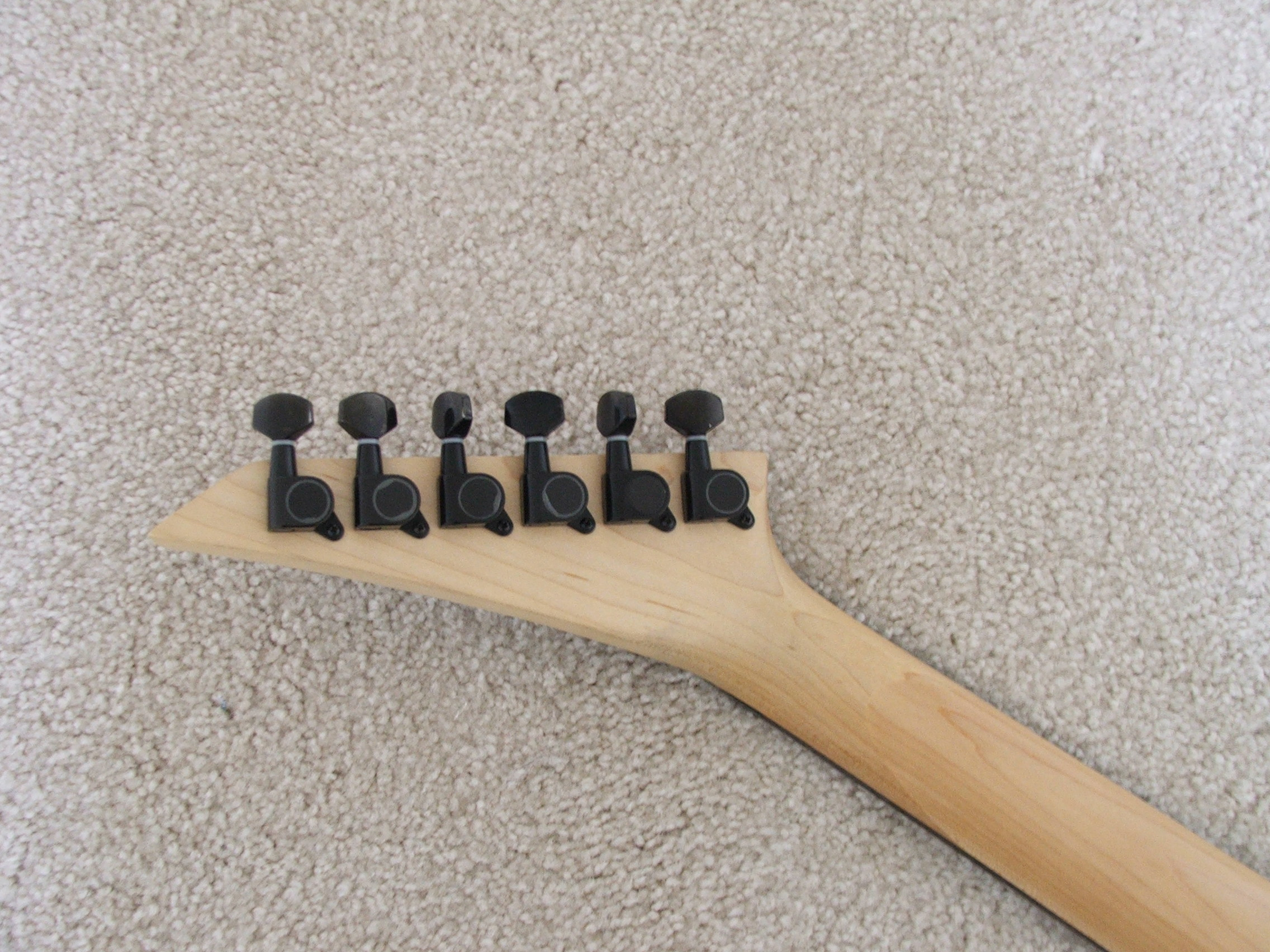
Egy Jackson Rhoads zárt hangolókulcsai

A hangolókulcsok a fej oldalán található kis alkatrészek, melyekkel a húrok feltekerése után változtathatjuk azok feszességét, ezáltal a hangmagasságot. A vonós hangszereknél, népi hangszereknél megszokott egyszerű megoldástól eltérően ezek fogaskerék-áttétellel megvalósított úgynevezett húrgépek. Elrendezésüktől függően rendelkezhetnek segédhúrvezetővel, mely a húrok irányának állításával csökkenti a felső nyeregre gyakorolt nyomást.
Az egy oldalra felszerelt hangolókulcsok esetében (Fender tipusú gitároknál, ahol a fej nincs megdöntve) a nyereg mögötti nagy húrhosszúságból adódó, a nyeregre gyakorolt túlságosan kis húrnyomás kiküszöbölésére, húrvezetők felszerelésére lehet szükség. Használatuk a különböző szárhosszúságú ún. staggered kulcsok (pl. Sperzel) kiküszöbölhető.
Lehet kapni speciális, különböző vastagságú alátéteket is, a hangolókulcsok szárhosszának beállítására.
Bár igen egyszerű mechanikai alkatrészről van szó, mégis több fajtája elterjedt:
- Nyitott (A forgó alkatrészek szabadon vannak. Megkönnyíti a tisztítást, viszont ezzel együtt könnyebben koszolódik.)
- Fedett (A kulcs mechanikáját egy eltávolítható házba építik be.)
- Zárt (A mechanikát egy el nem távolítható ház védi, amely a mechanikai súrlódást csökkentő kenőanyagot tartalmaz. Az elektromos gitárok többsége ilyennel készül.)
- Húrrögzítős (locking keys) A húrt a kulcs szárán lévő lyukba dugjuk, majd valamilyen mechanizmus (golyós, csavaros) segítségével rögzítjük. Egy fél fordulat után a húr be van hangolva! Különböző szárhosszúságú (staggered) kulcsok esetében a húrvezetők, de még a satus nyereg is elhagyható! (Egyenes húrvezetés alkalmazásánál)
- Satus (A húrokat satus rendszerrel rögzítik, így nincs szükség azok felcsévélésére. Ilyen megoldásnál a húrcsere nem egyszerű művelet, de a hangolás sokkal stabilabb és külön húrvezetőre sincs feltétlenül szükség.)

#### Érintők

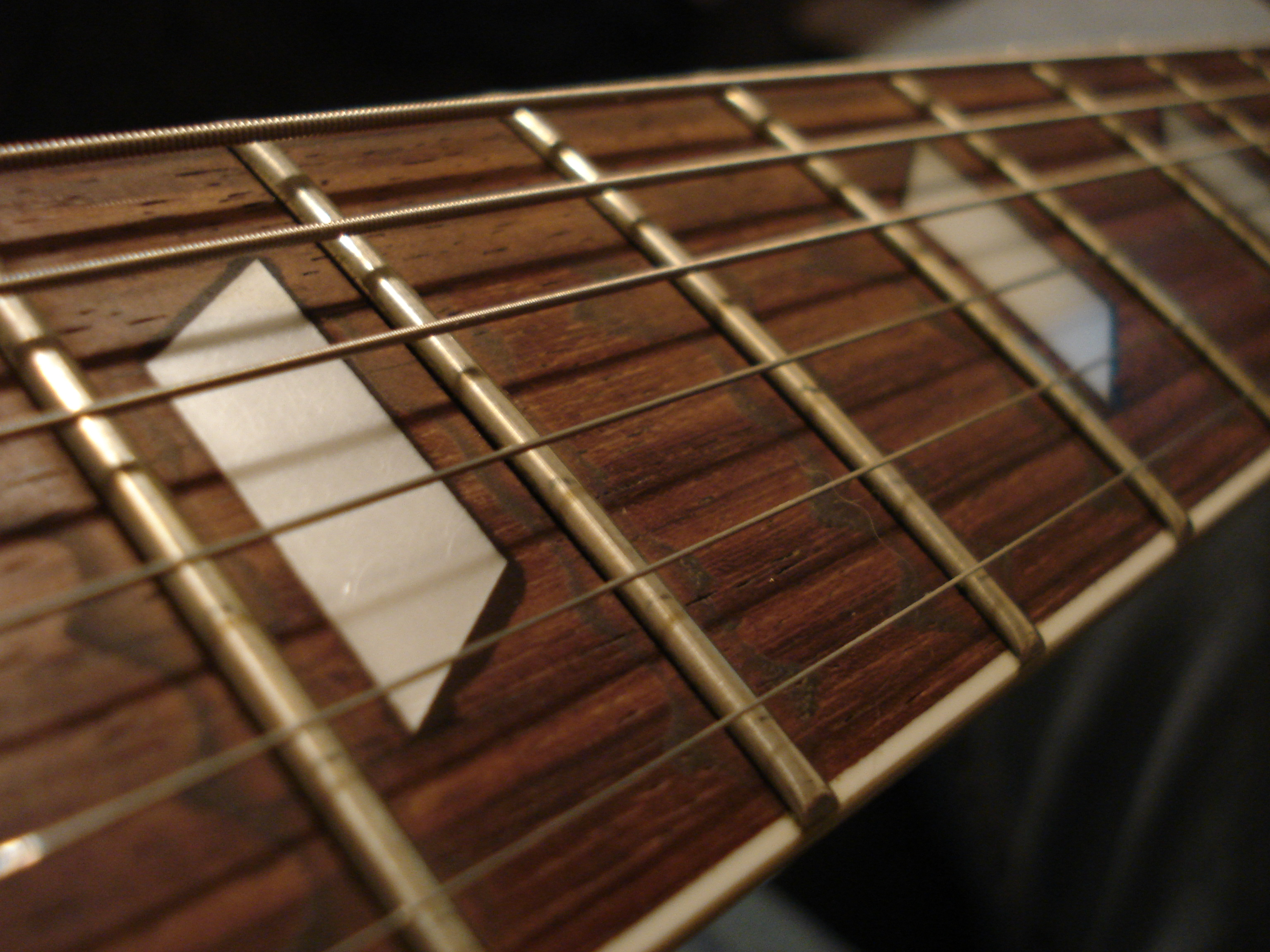

Az érintők (vagy bundok) a fogólapba ékelt kis fém pálcikák. Amikor a gitáron lefogunk egy hangot, a rezgő húr a húrláb és a lefogott érintő közötti szakasza fogja a hangot produkálni. Mivel a frekvencia, azaz a hangmagasság fordítottan arányos a rezgő húr hosszával, a nyakon lefelé haladva egyre magasabb hangokat kapunk.
A játszhatóság szempontjából fontos az érintők mérete is. Ezek lehetnek:
- keskeny (small)
- közepes (medium)
- vastag (jumbo)

A keskeny bundok előnye, hogy a húrok fogólapra való nyomására nem kell különösebben ügyelni, mert a húrok a fogólapon fekszenek.
A Jumbó érintők kedveznek a modern játéktechnikáknak mint pl. tapping, hammer on, pull of, legato, mivel játék közben az ujjak nem érintik a fogólapot. A jumbo bundoknál az előbb említett előny ugyanakkor hátrányt is jelenthet, mivel a húrok túl erős lenyomása intonációs problémát okozhat.
Ide sorolhatjuk a kivájt (scalloped) fogólapot, mely a játék során szinte egy szitárszerű érzést okoz. Legismertebb felhasználók: Ritchie Blackmore, Yngwie J. Malmsteen, Uli Jon Roth, Axel Rudi Pell. Hátrány: a túl vékony húrok, ill. a túl erős szorítás intonációs problémákhoz vezethet
A leggyakrabban használt anyag a nikkel-ezüst, azaz réz és nikkel ötvözete. Ennél keményebb fémeket is szoktak használni például rozsdamentes acélt, melyeknek előnye a tartósság, de a beültetés művelete jóval nehezebb, és anyaguk keménységénél fogva a húrokat is jobban koptatják.

#### Húrvezetők
A húrvezetők apró fémalkatrészek a gitár fejébe ékelve. Feladatuk, hogy a felső nyereg és a hangolókulcsok között „irányítsák” a húrokat. Használatukra főleg az egyenes, hangolókulcs-elrendezésű fejeken van szükség, mert ezeknél a típusoknál a húrok a nyereg mögötti különböző hosszúságuknál fogva (minél hosszabb, annál kevesebb) egyre kevesebb nyomást gyakorolnak a felső nyeregre. (hangolókulcsok)

#### Berakások

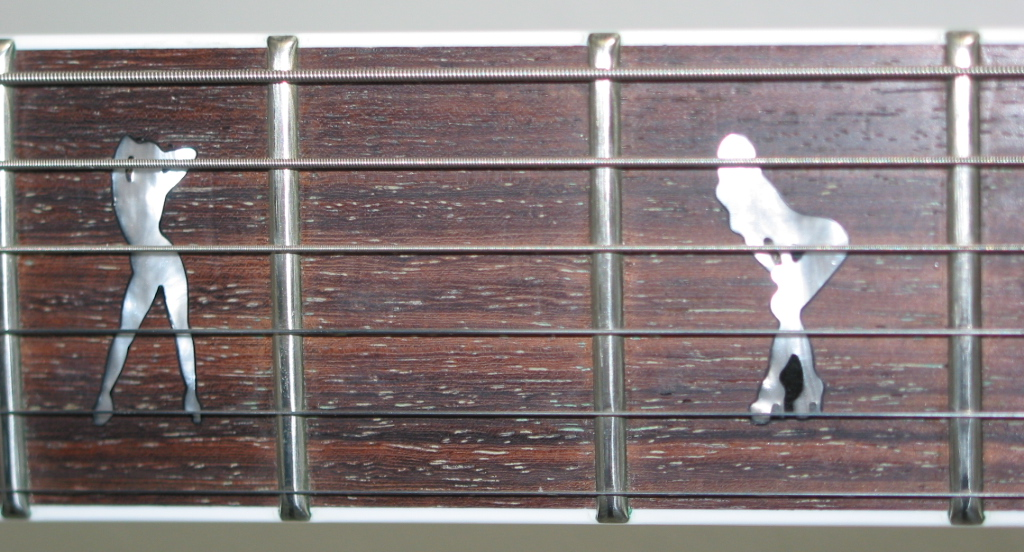
Egyedi berakás

A gitár fogólapján történő tájékozódás megkönnyítése végett az érintők közé kis gyöngyházberakásokat szokás tenni. Hogy ezek milyen alakúak, színűek, milyen egyéb tulajdonságokkal rendelkeznek, az általában egy-egy márkára jellemző. A Fender Telecaster és Stratocaster modellek óta a kerek berakások terjedtek el leginkább, de például a Gibson hangszerein hagyományosan valamilyen szögletes alakzat figyelhető meg. (Lásd: kép az érintőknél). Bizonyos gyártók (ez főleg az egyedi készítésű gitárokra jellemző) nem egyszerű geometriai alakzatot használnak, hanem valamilyen egyedi figurát. Jó példa erre Steve Vai gitárvirtuóz saját nevével fémjelzett Ibanez JEM gitárja, ahol a berakások helyén virágminta (tree of life) található. A Jackson gitárokon a cápafogra emlékeztető berakás védjegyül is szolgál.
A berakások általánosan a harmadik, ötödik, hetedik, kilencedik, tizenkettedik (itt általában dupla a jelölés), tizenötödik pozíciónál, innen felfelé két pozíciónként helyezkednek el.

#### Nyak és fogólap

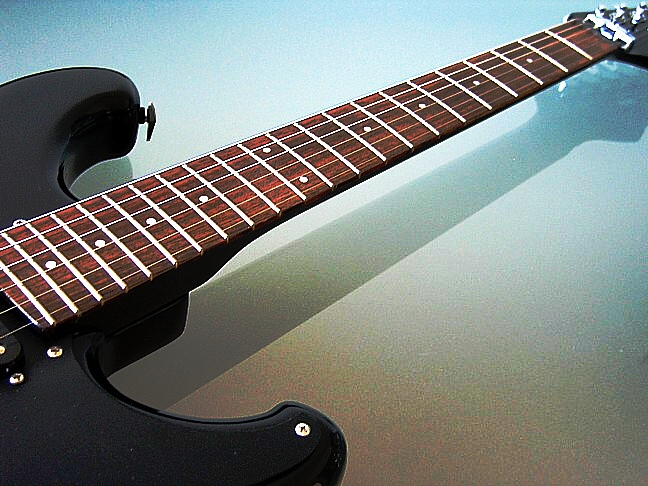

A gitárnyakak általában kemény vagy középkemény fából készülnek, például a Fender-nyakak hagyományosan jávor-, a Gibson-nyakak többsége mahagónifából, olyan anyagokból, amelyek nem hajlamosak a méret- és alakváltozásra. Kialakításuknál legfontosabb szempont a hangok kényelmes lefoghatósága, a játszó kéz stabil fekvése. A nyakaknál általában három különböző formát különböztetünk meg: A hagyományos C-profilú nyak a fogólap széleitől ívesen kerekedik. A D-profil vastagabb, de a C-hez hasonlóan egyenletes görbülettel rendelkezik. A V-profil középen elkeskenyedő formára utal. A vastagabb nyakaknak többnyire jobb a hangkitartása, de hosszú távon fárasztó lehet rajta a játék – bár ez egyénfüggő.
A fogólapnak két fontos tulajdonsága van: a görbülete – vagy rádiusza – és a használt faanyag. A nagyobb görbület főleg az akkordjátékhoz való, hiszen jobban illeszkedik a gitáros természetes kéztartásához, így az akkordfogások – ahol egyszerre több ujjat is használunk – kényelmesebbek mint az egyenes fogólapok esetében. A laposabb érintőlap dallamjátékhoz, hajlításokhoz előnyös. Bizonyos gitároknál a fogólap rádiusza változik: A nyeregtől a magasabb fekvések irányába a nyak ellaposodik. Anyaga a legkeményebb fák közül kerül ki, ébenfa vagy paliszander (rózsafa), egyéb esetekben különlegesen vastag, kemény lakkréteg védi a húrok koptató hatásától.

#### Nyakrögzítés

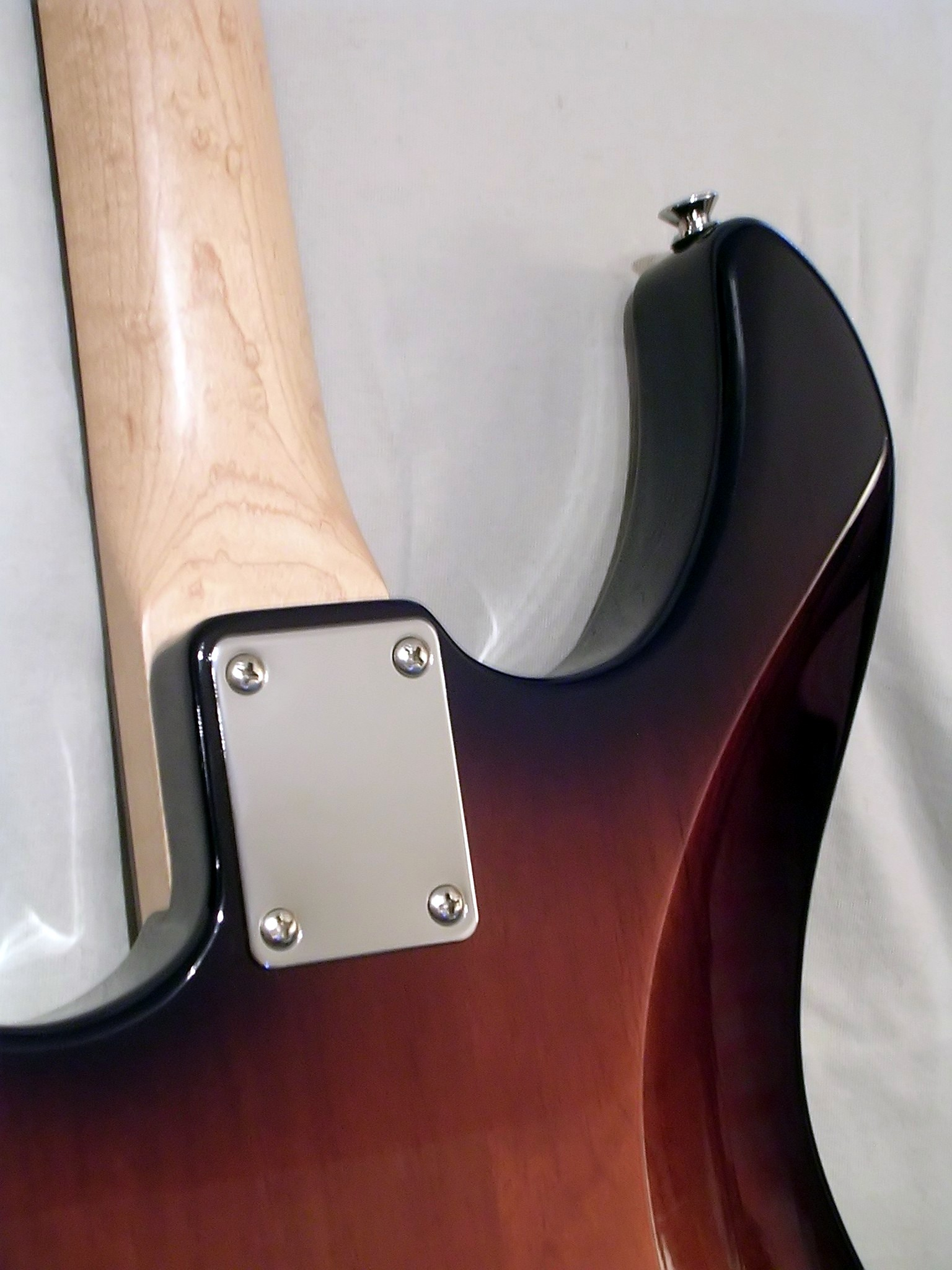
Csavarozott „bolt-on” nyak

Alapvetően három módszer létezik a gitár nyakának a testhez történő rögzítésére.

##### Testen átmenő nyak
A nyak faanyaga végighúzódik a gitár tömör testén, így a húrok mindkét vége ugyanahhoz a fához van rögzítve. Rendkívül stabil és tartós megoldás, ezen felül lehetőséget biztosít mély bevágások létrehozására. Az ilyen gitárok hangkitartása hosszú, rendkívül jó mély- és magasátvitellel rendelkeznek. A módszer hátránya, hogy a nyak eltávolítása nem lehetséges, így a karbantartás rendkívül nehézkes.

##### Csavarozott nyak
Ez a rögzítési mód mondható hagyományosnak az elektromos gitárok esetében, hiszen már az első modellek – a Fender Broadcaster vagy Telecaster – is ilyen megoldással készültek. A módszernek számos előnye van, például olcsó gyártás, egyszerű karbantartás. Hátránya, hogy a rögzítési ponton stabilitási szempontból vastagabb a nyak, így megnehezíti a magas fekvésekhez történő hozzáférést. Ennek orvoslására készülnek olyan megoldások, ahol a gitártest többé-kevésbé ki van könnyítve a csavarozás körül, a csavarokat pedig süllyesztve szerelik. A csavarozott nyakak mély és magas átvitele sokak szerint gyengébb, mint a testen átmenő nyaké.

##### Ragasztott nyak
A csavarozás mellett a másik gyakran használt rögzítési módszer, mikor a gitártestbe marnak egy mélyedést, melybe milliméteres pontossággal illeszkedik a nyak vége. A két elemet ezután tartósan összeragasztják. A nyak szegmense általában a felső hangszedőig ér be. A módszer stabil nyakat eredményez, mely a testen átmenő megoldáshoz hasonlóan jó hangkitartást eredményez, és az illesztés jó kialakítása esetén a magas fekvésekhez is jó hozzáférést biztosít, viszont a karbantartás itt sem egy egyszerű feladat.

#### Gitártest

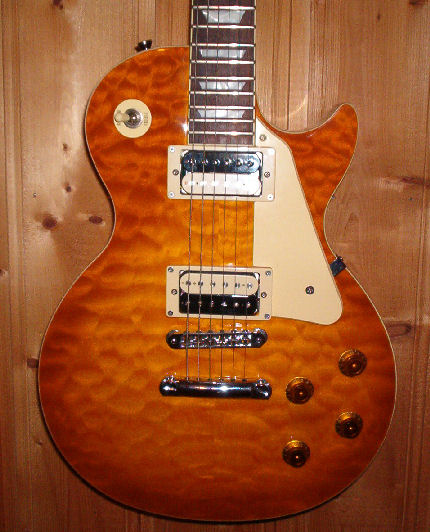
Árnyalatos Les Paul-gitár

A gitártest alapvető fontosságú a hangszer hangszínének kialakításában, a gitár játszhatóságában és egyáltalán a megjelenésben – ami egy elektromos gitárnál nem utolsó szempont. A testen az akusztikus gitárokkal ellentétben (bár időnként azokon is előfordul) bevágások könnyítik meg a magasabb fekvésekhez történő hozzáférést. Kényelmi szempontból fontosak még a testkontúrok, melyek használatával a hangszer idomul a gitáros testéhez.

##### Használt faanyagok
Minden gitártestül szolgáló fadarab egyedi. Fajtánként is különböznek, de az egyes fajokon belül is egyedi erezettel találkozhatunk. Az egyes fajták hangzásbeli tulajdonságai között komoly különbségek fedezhetők fel. A nehezebb (tömörebb) fáknak jobb a hangkitartásuk, fényesebb, tisztább hangzást adnak a hangszernek.
Leggyakrabban használt fafajták:
- éger
- kőris
- paliszander
- mahagóni
- jávor
- nyár

##### Felületkezelés
A gitár megjelenésében fontos még a használt fa felületkezelése is.
- Tömör: Átlátszatlan (azaz nem látszik a fa erezete), egyszínű felületkezelés. Az ilyen típusú felületkezelésnél láthatunk különböző grafikus felületkezelést is.
- Áttetsző: Valamilyen színezéssel ellátták ugyan a fát, az eredeti erezet mégis kirajzolódik. Főleg a határozottabb erezetű fák esetén érdemes használni.
- Árnyalatos: A színezőanyag beivódása során a fa erezetétől függően változik. Az ilyen színezési módszer szinte háromdimenziós hatást ad a gitártestnek. Használnak még többlépcsős pácolást is, amikor egy sötét pácot visznek fel a gitártestre, majd száradás után csiszolják és színezik a fát a háromdimenziós hatás megerősítésére.
- Sunburst: A szín átmenetes, halványan indul a gitár közepénél és kifelé egyre sötétedik. Lehet átlátszatlan (pl. égerfa esetében) vagy átlátszó.

A fa rezonanciáját a legkevésbé befolyásolja az olajjal ill. a viasszal való kezelés. Hátránya, hogy a fa védelme csak minimális.
A vékony nitrocellulóz lakkal való kezelés jó védelmet biztosít, csak a nitro lakk egy idő után reped. Ezért fordulhat elő, hogy régi, nitro lakkal kezelt gitárokon hajszálrepedések láthatóak. A nitrolakk ezen tulajdonságát hasznosítják a mesterséges öregítésnél (aged guitars), amikor is fagyasztó spray-vel lefújják a nitro lakkal kezelt felületet. Ennek hatására megjelennek a tipikus hajszálrepedések, melyek egy régi felületkezelés látszatát keltik.
A vastagabb poliészter lakkok, ill. a polimer lakkok nagyon tartós védelmet biztosítanak, de a faanyag rezonanciáját is gátolják.

#### Hangszedők

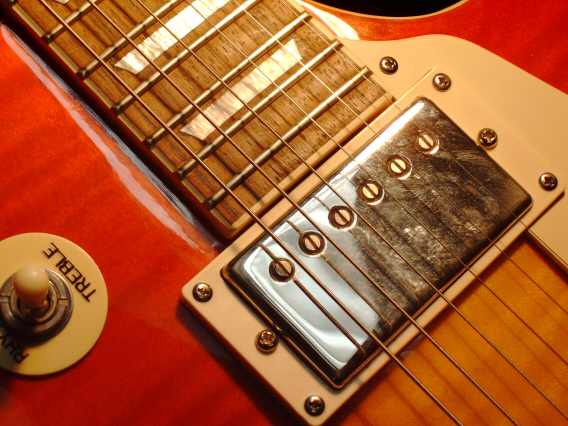
Kéttekercses „humbucker” hangszedő egy Les Paul gitáron

A hangszedő – vagy pick-up – egy elektromágneses eszköz, mely a húrok mechanikus rezgését felerősíthető elektromos jellé alakítja át. A hangzást rengeteg tényező befolyásolja, de legfontosabbak a mágnesmag erőssége és formája, illetve a tekercselés menetszáma és a vezeték vastagsága. A hangszedőknek alapvetően két fajtáját különböztetjük meg:

##### Egytekercses (single-coil) hangszedők
Aránylag egyszerű felépítésű eszközök: Egy mágnest egy tekercspalást vesz körül. Ilyen hangszedő található általában a standard-modelleken, de sok neves hangszer például a Fender Stratocaster is magáénak mondhatja ezt a megvalósítást. Az egytekercses hangszedők általában csilingelőbb hanggal rendelkeznek. Hátrányuk, hogy kimeneti jelszintjük aránylag alacsony, könnyen hajlandóak a gerjedésre és zajosabbak a humbuckernél.

##### Ikertekercses (humbucker) hangszedők
Ezek a hangszedők az alapzaj és gerjedés kiküszöbölése végett már két tekercset és mágnesmagot tartalmaznak. Kimeneti jelszintjük erősebb, mint az egytekercses verzióké, hangjuk simább, mélyebb tónusú. Mivel két külön tekercsből állnak, bizonyos gitárokon egy kapcsoló segítségével lehetőség van az egyik tekercs rövidre zárásával single-coil-hangzás létrehozására, illetve a tekercsek soros, illetve párhuzamos kapcsolására is. Ez a kapcsoló bármelyik humbucker hangszedős gitárba beépíthető (2x3 pol On/On/On). Léteznek klasszikus méretű humbucker, valamint single coil méretű humbucker hangszedők. Még egy harmadik méretű ikertekercses hangszedőt is meg kell említeni: a mini humbuckert. A mini humbucker felépítése megegyezik a normál méretű humbuckerrel, azzal a különbséggel, hogy a mini humbucker a P90-es hangszedő maratába további famunkálatok nélkül beleillik! A mérete, és az un. mágneses ablak keskenysége miatt a hangja "világosabb" mint a felnőtt humbuckeré. Az egytekercses méretű humbucker hangszedők három típusát ismerjük:
- Az egymás melletti tekercselésű humbuckert (S.D. Hot Rail, ill. Junior)
- Egymás feletti tekercselésű (Stacked, DiMarzio HS3) humbuckerek

A stacked tekercselésű hangszedők jobban visszaadják az egytekercses, klasszikus (vintage) hangszedők hangját, a befogott zajok nélkül.
- Egy single coil házban az első három húr alatti és a második három húr alatti mágnesek ellenpolaritással, ill. külön tekerccsel rendelkeznek. (Preci basszus pick up, csak egy házban single coil méretben).

#### Szabályzók
Az elektromos gitárok elektronikáját a hangszeren általában három szempont szerint állíthatjuk.
- Az első és legalapvetőbb a hangszer hangereje. Erre szinte minden esetben egy tekerős potméter ad lehetőséget, mely egy változtatható ellenállást szabályoz, ezen keresztül van hatással a hangszedők és a gitár kimenete közötti jelszintre.
- A hangszínszabályzók egy kondenzátoron keresztül képesek az elektromos jelből kiszűrni a magas frekvenciákat, ezáltal hatást gyakorolni a kimeneti hangszínre. A hangszínszabályzók száma gitártípusonként változó, bizonyos hangszereken csak egy van, másokon minden hangszedő külön szabályzót kap. Hozzá kell tenni, hogy bármiféle potméter a hangszedő és a kimenet között változtat a gitár hangján is.
- A hangszedőváltó (pick-up switch) egy kapcsoló, mellyel a gitáros kiválaszthatja melyik hangszedő jelét szeretné a kimenetre továbbítani. Az egyes hangszedők kiválasztása mellett, gyakran lehetőség van az egymás melletti hangszedők jeleinek keverésére, vagy akár a kéttekercses hangszedők megfelezésére is.

Néhány gitárnál egyes potméterek kihúzása/betolása kapcsolóként működik. Ezt a technológiát szintén, általában a humbucker megfelezésére használják, de használható pl. a hangszedő közvetlen a kimenetre való kapcsolására is, valamint az ikertekercses hangszedők esetében, a tekercsek sorosan / párhuzamosan való kapcsolására is. Ilyenkor mindegyik hangszedőhöz külön, kapcsolós potméterre van szükség ( 2x3 pol. on / on).

#### Húrláb

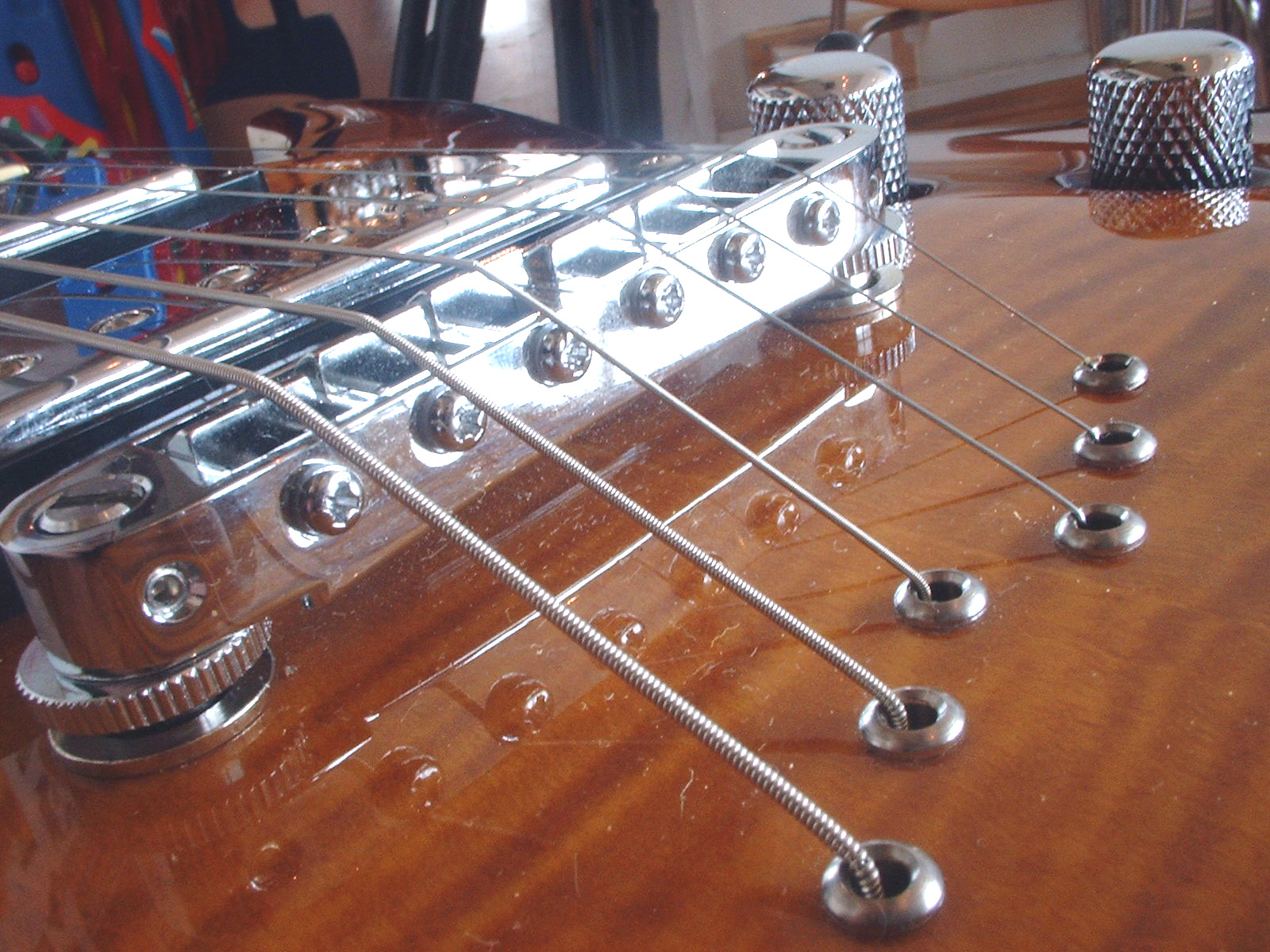
Húrbefűzések és húrláb

A húrláb a gitárnak az a része, ahol a húrok rögzülnek a testhez. A modern húrlábakon általában egyenként állítható mind a hat húrvezető nyereg. Ez hat, középen bevágott fémalkatrészt jelent, melyet a húr mellett kétoldalt egy-egy rugós, imbuszkulcsos csavar tart. A bevágásba feszülő húrok magassága a gitár nyakához képest ezen húrvezető nyerget tartó csavarok állásától függ. Ha az egyes húrvezetők magasan vannak, kevésbé zörögnek a húrok az egyes érintőknél, viszont ezzel együtt nehezebb lesz az egyes hangok lefogása, és az erősebb nyújtás miatt hamarabb elhangolódik a gitár. Általában szokásos beállítás a mélyebb húrok (E, A, D) magasabbra emelése, mivel a mélyebb hangok nagyobb amplitúdóval rezgetik a húrt, így az nagyobb eséllyel fog zörögni az egyes érintőknél. A magasabb húrok pedig lehetnek egészen közel a fogólaphoz (kb. 1,5 milliméter), így a gyorsabb, magasabb szólók könnyebben eljátszhatók.
Egy húr behangolását követően ellenőriznünk kell az egy oktávval magasabb megfelelőjét is, mert a húr esetleges nyaktól függő nyúlása miatt lehet, hogy az már nem lesz tiszta. A jelenség a húrláb felé haladva fokozódik, mivel az egyre rövidebb rezgő hosszúság érzékenyebben reagál a feszesség változására.

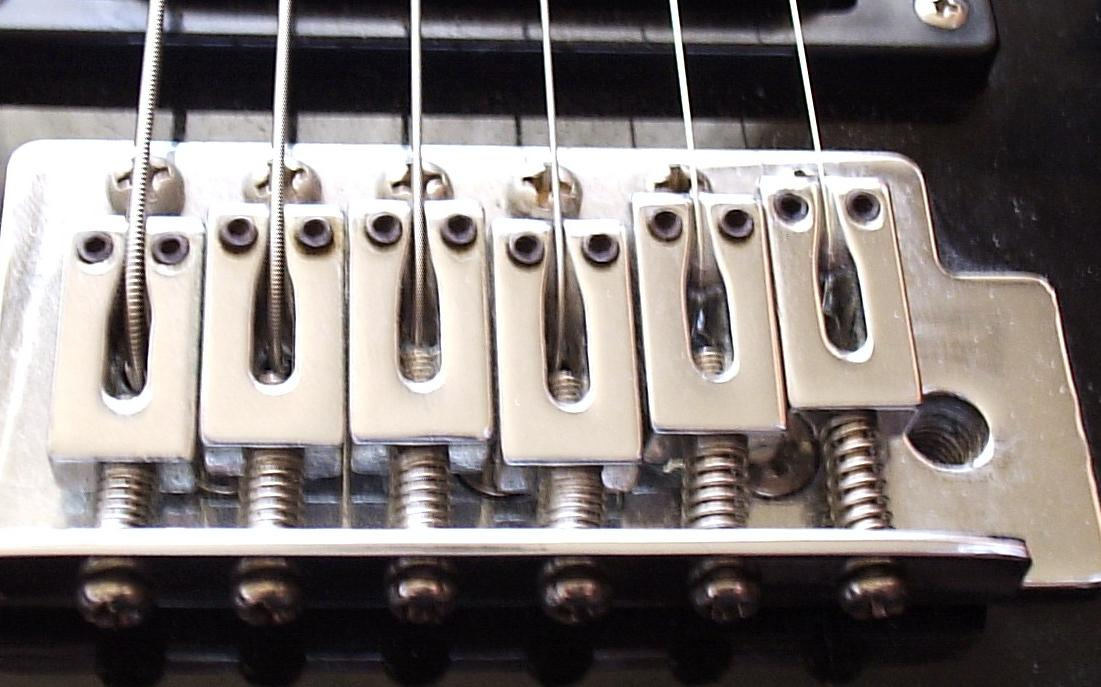
Tremolós húrláb hat húrvezetővel

A problémát megoldandó a húrlábon állítani lehet a már említett húrvezető nyereg hátrébb helyezésével (ezáltal növelve a skálahosszúságot). Ha a húr alaphangja megegyezik a 12. érintőben hallható hanggal (egy oktáv eltéréssel természetesen), akkor pontos a beállítás. Ha a 12-es érintőben lefogott hang több mint egy oktávval magasabb, akkor a húrvezetőt hátrébb kell állítani, ezzel növelve a húr rezgő hosszát. Ha mélyebb a kelleténél, a húrvezetőt felfelé, a nyereg irányába kell állítani.
Elektromos gitárokon többnyire két fontos szempont alapján különbeztetünk meg húrlábakat: Lehetnek tremolós vagy fix húrlábak. Utóbbiak rendkívül stabilak, jó mély- és magasátvitellel rendelkeznek, emellett a hangolást is biztosabban megtartják, mint a tremolóval ellátott verziók. A tremolós rendszerek lényege, hogy a billenthető húrlábaknak köszönhetően a gitáros játék közben változtathatja a húrok feszességét ezzel vibrato-hatást elérve.

Ezért a TREMOLO megnevezés nem teljesen korrekt, mert a tremolo hangerőváltoztatást, míg a VIBRATO hangmagasság váltást jelent.

#### Koptatólap
A koptatólap nem minden gitárra jellemző kiegészítő. Lényegében egy könnyen cserélhető műanyaglapról van szó, mely a gitár testén, a pengetési felületen található. Az agresszív gitárjáték során a pengető könnyen megkarcolhatja hangszer testét, így egy ilyen könnyen pótolható alkatrész jó szolgálatot tehet a gitár védelmében.

## Játékmódok, stílusok
Az elektromos gitáron történő játék alapjai megegyeznek az akusztikus gitárok pengetésével (ami nem azonos a klasszikus gitárral, hiszen ott a húrokat kézzel pengetik, amíg az elektromos és az akusztikus gitárokhoz pengetőt szokás használni), azaz egy kicsi – általában műanyag – pengető segítségével hozzuk rezgésbe a húrokat, míg a másik kézzel a fogólapon lefoghatjuk a megszólaltatni kívánt hangot. Vannak egyéb technikák, például a „tapping”, vagy érintőstílus, ahol a fogólapon kis ütésekkel hozzuk rezgésbe a húrt. Vagy az elektromos gitár pengethető akár kézzel is, ahogyan azt Jeff Beck, vagy Mark Knopfler, a Dire Straits szólógitárosa is tette.

### Akkordjáték
Akkordjáték során a fogólapon egyszerre több hangot fogunk le és pengetünk meg, melyek összhangzata produkálja a megszólaló hangzást. A klasszikus rockbanda-felállásban a ritmusgitárosé az akkordjáték szerepe, aki kíséretként szolgál a szólógitáros alá, illetve a zene ritmusát is tartja. Akkordjátékhoz általában a kisebb rádiusszal rendelkező, ezáltal jobban görbülő, a gitáros kezéhez jobban idomuló érintőlap az ideális. Az akkordok lefogása az alacsonyabb fekvésekben bizonyos szempontból könnyebb, hiszen az üres húrok használata miatt kevesebb ujjra van szükség egy-egy akkord megszólaltatásához, ugyanakkor az érintők távolabb vannak egymástól így az összetettebb akkordok lefogása itt nehezebb lehet. A magas fekvésekben történő akkordjáték pedig éppen az érintők közelsége miatt nehéz, hiszen bizonyos lefogásoknál egyszerűen nem férnek el a gitáros ujjai.

### Dallamjáték

Dallamjáték

A dallamjáték általában a szólógitáros feladata. Itt akkordok helyett az egyes hangokat egymás után, változatos ritmusban szólaltatjuk meg. Az egyes hangok lefogása történhet sorban, de a dallamjáték jelentheti egy lefogott akkord hangjainak sorban történő megpengetését is – ekkor akkordbontásról beszélünk. A gitárvirtuózok mind dallamjátékosok, ők csak ritkán használnak akkordjátékot. (Az akkordok tökéletes ismerete természetesen számukra is elengedhetetlen.)
A dallamjátékhoz a nagy rádiuszú, azaz a kis görbülettel rendelkező fogólap az ideális, lehetőleg alacsonyra állított húrokkal, ami segíti a minél gyorsabb váltásokat. Az egyenes fogólap ezen kívül a vibrato játékot és a hangok nyújtását is könnyebbé teszi. Az alább felsorolt különleges technikák mind-mind a dallamjátékhoz köthetőek szorosabban.
 Hangpélda: akkordjáték rövid dallam átmenetekkel?*

### Különleges technikák
Az elektromos gitárok hangosításuknak köszönhetően megengednek olyan különleges játékmódokat is, ahol a húrokat nem a szokványos módon pengetővel hozzák rezgésbe, hanem valamilyen más technikát használnak fel, így egészen más hangszínt, hatást kölcsönözve a hangszernek.

#### Slide

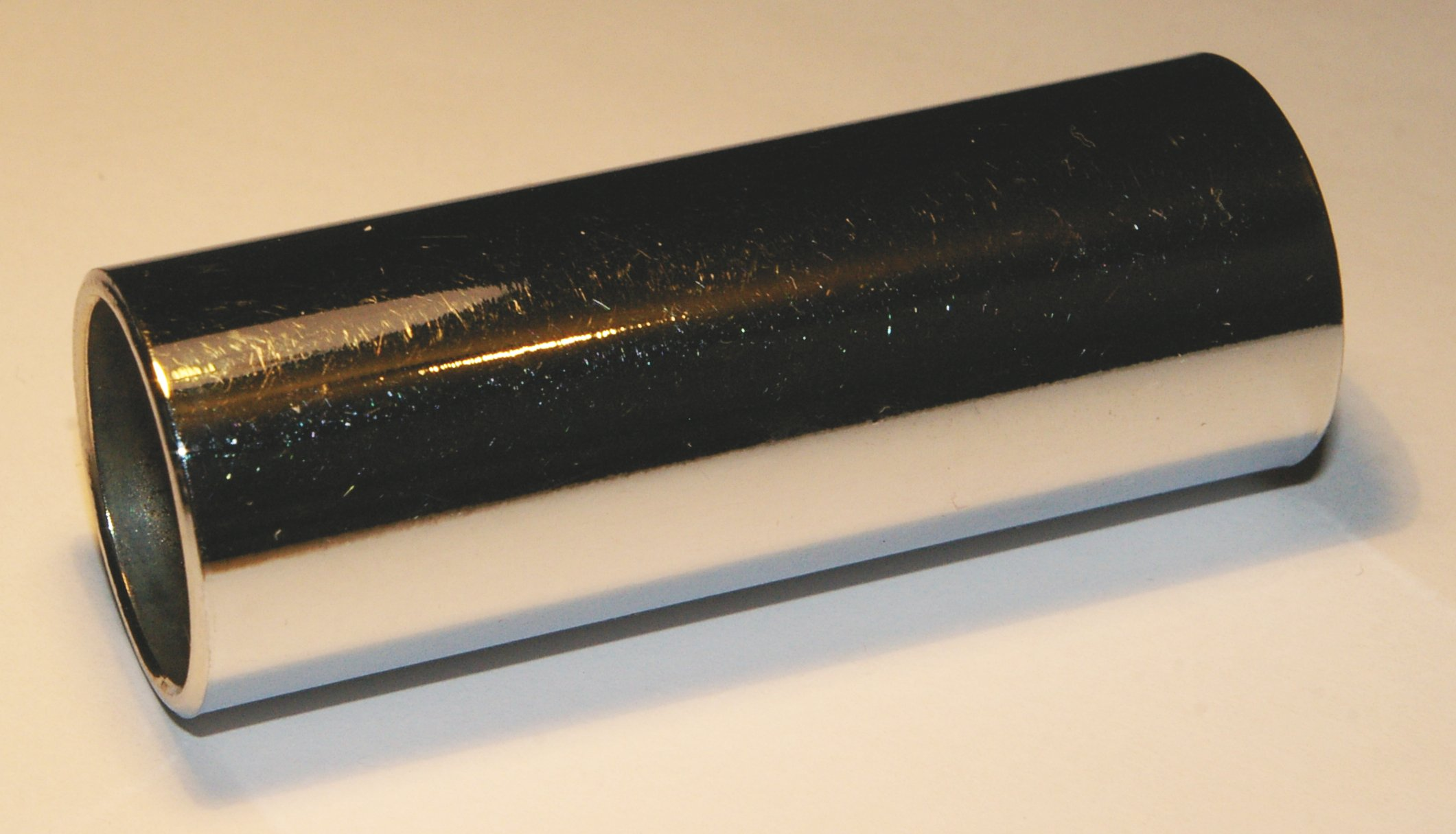
Slide-gyűrű

Bár létezik kimondottan slide gitár (igaz, ez kinézetben inkább egy citerára hasonlít), a hagyományos elektromos gitárokon is létrehozható a slide-hanghatás, csak kicsit talán kényelmetlenebben, mint a külön erre a célra kifejlesztett hangszerrel. A slide-játék lényege, hogy a gitáros egy fémes hengert (ún. slide-gyűrűt) húz általában a mutatóujjára, azon a kézen, amivel a fogólapon játszana. Ezt aztán a húrokhoz hozzáérintve átmenetesen lehet változtatni a húrok rezgőhosszát, ezzel a hangmagasságot, egészen egyedi hanghatásokat elérve. Az ilyen hangzás leginkább talán a blueszenészek körében népszerű, de előszeretettel használják más műfajokban is. Bizonyos esetekben fémhenger helyett használatos még üvegből készült slide-gyűrű is, aminek sokkal csengőbb hangzása van, és keménysége révén hangkitartása is jobb, mint a fémből készült változatoké. Kezdetben orvosságos üvegcsét, ill. levágott üvegnyakat használtak. Innen ered a slide gyürű "bottleneck" elnevezése is!

#### E-Bow (elektromos vonó)
Lényegében egy elektromágneses eszköz, amely mágneses mező létrehozásával hozza rezgésbe a húrokat. Az úgynevezett flageolet/felhangpont fölött tartva, illetve két szomszédos húrra felfektetve rezeg a középen lévő húr, melynek hangmagasságát a fogólapon a kezet csúsztatva lehet szabályozni, vonós hangzást kapva (innen az eszköz neve). Bizonyos gyakorlással a gitár hangtartományának megfelelő vonósokat lehet imitálni. Modernebb változata a Sustainer.

#### Hammer-on / pull-off / tapping

Hammer-on

A hammer-on (kalapács) technikához gyakorlatilag csak a gitáros egyik kezére van szükség. A lényege, hogy a hangokat nem az egyes húrok pengetésével szólaltatjuk meg, hanem egyszerűen egy gyors mozdulattal ráütünk a fogólap azon részére, ahol a megszólaltatni kívánt hangot le kéne fogni. Gyakran a pull-off (visszapengetés) technikával együtt alkalmazzák, ahol szintén csak a gitáros egyik kezére van szükség: egy már lefogott hangot felengedésének mozdulatával egyúttal meg is pengetjük. A hammer-on és pull-off technikák kombinálásával gyors szólójátékra van lehetőség a pengető kéz kímélésével.
Legato-technikák: általában csak az első hangot pengetjük, a többi hangot a fogó kéz hammer on – pull off technikái alkalmazásával szólaltatjuk meg. Ez a technika egy homogén, nagyon gyors és folyamatos játékot tesz lehetővé (Allan Holdsworth)
Az érintőgitár-technika, vagy „tapping” nagyon hasonló a hammer-on technikához azzal a különbséggel, hogy általában mindkét kéz hammer-on és pull-off technikákat alkalmaz a fogólapon pengetés helyett. Ez a játékmód virtuóz akkordfelbontásokat és polifonikus játékmódot tesz lehetővé. Az így létrejövő rezgés rövid de intenzív. Legismertebb gitáros Eddie Van Halen, aki ezt a stílust gitárjátékába beépítve, tette ezt a technikát népszerűvé. A stílus legismertebb képviselői Stanley Jordan, Jennifer Batten. A hammer-onhoz hasonlóan kedvelt játékmódszer a gyors és magas metálszólókban. Megfelelő húrmennyiség és kialakítás esetén akár a zongorára jellemző polifonikus szabadság is elérhető. Az ilyen játékmódra külön sokhúros hangszerfajták léteznek: például Warr-gitár, Chapman Stick, Mobius Megatar, illetve a Bunker Guitars és Box Guitars hangszergyártók egyes termékei.

## Torzítás, effektek

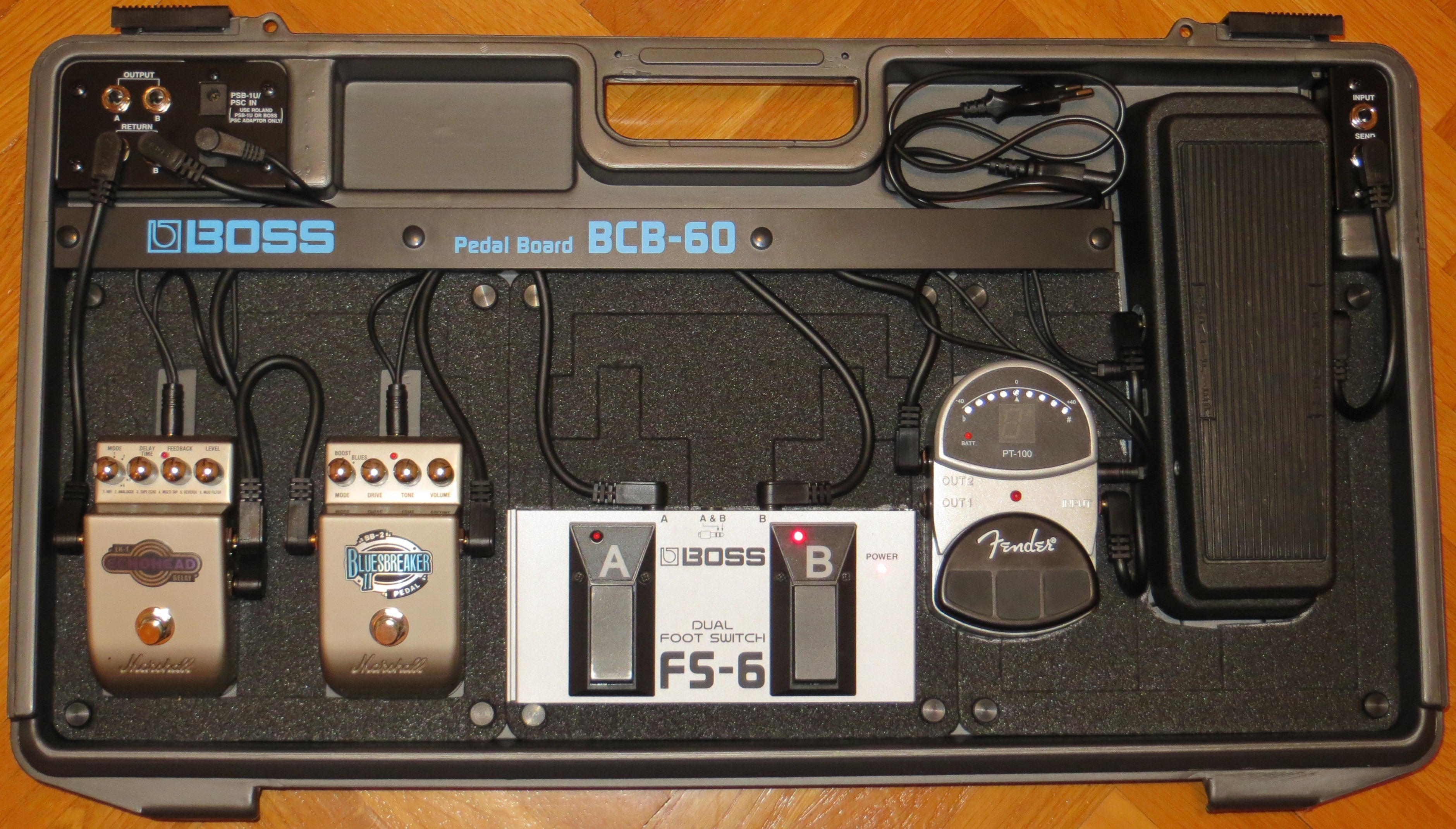
BOSS BCB-60 pedalboard. A board a következő pedálokat tartalmazza lánc-sorrendben (jobbról balra): Dunlop Cry Baby GCB-95 wah, Fender PT-100 hangoló, BOSS FS-6 dupla kapcsoló, Marshall BluesBreaker-II torzító, Marshall EchoHead visszhang

Az elektromos gitárok kimeneti jele remekül alkalmas arra, hogy különféle áramkörök segítségével megváltoztassuk őket. Ezeket a technológiákat hívjuk gitár-effekteknek. Az effektek típusait általában hat különböző csoportba soroljuk:
- tone effektek: A kimeneti jel szűrésével, vagy zajosításával a hangszínt változtatják meg.
- modulációs effektek: Különféle pulzáló hatású effektek tartoznak ebbe a csoportba.
- dinamikaszabályzó effektek: A dinamikán (a jel amplitudóján, a gitár hangerején) változtat.
- torzító „distortion” effektek: A jel szándékos zajosítása. (Hasonló a túlvezérelt erősítők okozta hanghoz.)
- pitch-based effektek: A kimeneti jel hangmagasságát variáló effektek csoportja.
- time-based effektek: Az egyes hangokat időben csúsztató effektek.

A torzító effekteket, a pitch effekteket, a Wah effektet, ill. a dinamika szabályzó effekteket a gitár és az erősítő közé, míg a time based, ill. a modulációs effekteket az előerősítő után kell bekötni. A tone effektek esetében pedig mindegy, de nem árt a próbálgatás.

### Effekt pedálok

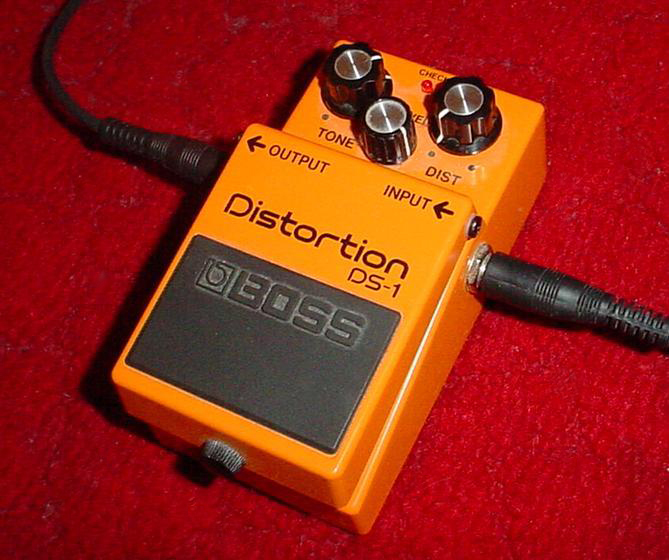
Torzítópedál

Az effektek használatára a legegyszerűbb módot az ún. effekt pedálok adják. Ezeket a gitár és az erősítő közé kötve használhatjuk. A pedálok könnyen kezelhetőek, úgy lettek kialakítva, hogy játék közben lábbal lehessen váltani a különböző effektek között, míg egy külön pedálon a jel torzításának szintjét, vagy a hangerőt szabályozhatjuk. Az ilyen pedálok általában kis jelszinten dolgoznak.
Az egyik legnépszerűbb pedál-effekt az ún. WAH-pedál (szokás hívni wah-wah, vagy wih-wah pedálnak is). Nevét az általa keltett „artikuláló” effektről kapta. Kiemeli a frekvenciaspektrum egy szűkebb tartományát, és ezt a sávot mozgatja a frekvenciaspektrumon fel, vagy lefelé, a pedál állása szerint. Léteznek auto wah pedálok is, melyek a frekvenciacsúcsot automatikusan a gitár hangerejéhez állítják.

### Rack effektek
A nagyobb effektládák általában magas jelszinttel dolgoznak, több állítási lehetőséget kínálva a hang torzítására. Ezek egymás után kötésére szabványos rack-állvány ad lehetőséget, amibe egymás fölé csavarozhatóak az egyes effektládák.